# 高橋大次郎連続殺人事件
高橋大次郎連続殺人事件（たかはしだいじろうれんぞくさつじんじけん）は、1919年5月21日から同年8月8日にかけて発生した連続強姦殺人事件。

## 事件
1919年5月21日、神奈川県橘樹郡保土ケ谷町（現・横浜市保土ケ谷区）の植木職人である西村大次郎の養女である、横山フェリス女学院1年生の西村とし（14歳）が早朝に家を出たまま、学校へ登校せず行方不明となった。警察の捜索により5月27日午後3時にとしの絞殺死体が通学路近くの保土ケ谷の山林内で発見された。としは陵辱され、所持していた風呂敷包みと洋傘が奪われていた。5月22日には神奈川町鳥越（現・横浜市神奈川区鳥越）の会社員・井原治平宅に強盗が侵入、強盗犯は井原によって手斧で眉間を殴られ血だらけの状態で逃走。神奈川県警察はとし殺害の犯人と同一犯であるとみて捜査したが杳として知れず捜査は難航した。3ヶ月後の9月4日午後、横浜戸部警察署の刑事が、保土ケ谷東方の山林内で昼寝をしていた不審者を見つけ、拘引して取り調べたところ西村とし殺人事件の犯人であることを自供、眉間から鼻にかけての傷が追及の決め手となった。犯人は浅草馬道在住の高橋熊吉の弟である土木作業員で前科6犯の高橋大次郎（1884年10月18日生まれ、数え36歳）であった。大次郎は西村とし殺人事件の1件で死刑は免れる事は出来ないと考えたためか他の殺人事件も自供した。

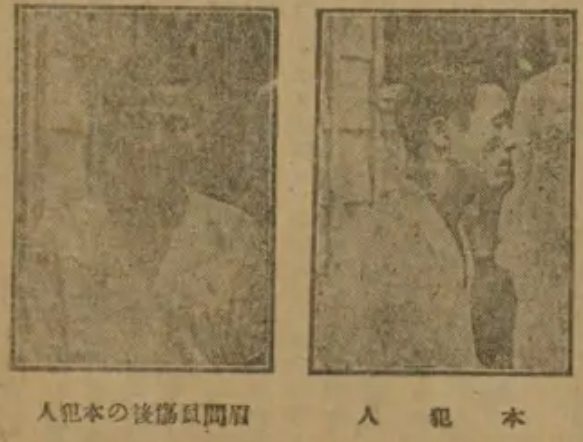
逮捕された大次郎

自供した殺人
大次郎は強盗罪で懲役12年の判決を受け北海道空知監獄に収監されていたが1917年に恩赦により釈放され、釈放後に青森県と秋田県で強盗を繰り返した。その後は福島県へ移り、石城郡内郷村（現・いわき市）にて炭鉱建築技師である佐藤松次郎の妻・しめ（41歳）を強姦し絞殺して逃走した。その後に横浜市に転じ土工生活中に西村としを殺害した。7月30日には東京府北豊島郡南千住町（現・東京都荒川区南千住）の赤地ケ原で通りかかった看護婦・坂出うめ（30歳）を襲い、強姦して絞殺した。さらに8月8日には群馬県邑楽郡六郷村（現・館林市）の鉄道線路付近で、帰宅途中の理髪師・松本吉右衛門の妻・はる（30歳）を強姦して絞殺した。
その後
大次郎の殺人事件により世間は震撼し、大次郎は殺人鬼大次郎の異名をとった。大次郎は夜になると「鉄格子に7の生首がさがる」と話しており他にも3件の殺人を犯していたといわれる。翌1920年の夏、横浜地裁と東京地裁で大次郎の裁判が行われ、いずれも死刑判決が言い渡された。大次郎は横浜地裁での予審中、罪を悔悟し人柄が一変した。また西村としの家族は敬虔主義のキリスト教徒であったため、「汝の敵を愛せ」のキリストの教えに従い、としの1周忌の際に霊前に供したご馳走を折詰にして大次郎へ届けた。この行為に大次郎は泣き、前非を悔いた。
死刑執行まで
大次郎は控訴せず服罪し、1921年6月20日に絞首刑が執行された（36歳没（数え38歳没））。「従容たる見事な死に様」であったと伝えられている。